# Palais épiscopal de Bayeux
Le palais épiscopal de Bayeux ou palais de l'évêché de Bayeux est un ancien palais épiscopal qui se dresse sur le territoire de la commune française de Bayeux, dans le département du Calvados, en région Normandie. Il ne doit pas être confondu avec l'hôtel du Doyen, utilisé comme palais épiscopal pendant le Concordat.
Le palais, totalement protégé aux monuments historiques, fut le lieu de résidence des évêques de Bayeux jusqu'en 1793. Il est actuellement occupé par l'hôtel de ville de Bayeux et le musée d'Art et d'Histoire Baron-Gérard.

## Localisation
Le palais épiscopal est situé sur la commune de Bayeux, au nord de la cathédrale Notre-Dame, dans le département français du Calvados.

## Historique

### Avant 1793
Le palais est construit au nord de la cathédrale. Il faisait partie de l'ensemble canonial qui abritait la cathédrale, la résidence de l'évêque, le cloître canonial, la salle capitulaire, la bibliothèque et l'officialité.
Il était limité : 
- à l'est par les murs de la ville et les maisons de la fabrique (rue Larcher actuelle) ;
- à l'ouest la salle du chapitre et le grenier à sel (rue du Bienvenu) ;
- au nord, une porte fortifiée sur la rue de la Chaîne ;
- au sud-est, la chapelle Saint-Étienne et la porte Saint-Vigoret.

La chapelle de plan octogonal construite a été construite au début du XVIe siècle sous l'épiscopat de Louis de Canossa (1516–1531).
Le palais est reconstruit en 1770-1771.

### Depuis 1793
À l'instigation de Gabriel Moisson de Vaux, membre du district de Bayeux, le 30 mars 1797, un platane est planté comme arbre de la liberté dans la cour du palais (actuellement place de la Liberté). C'est l'un des plus anciens de France. Le 13 décembre 1932, il est classé parmi les sites comme monument naturel remarquable. En octobre 2000, il obtient le label « Arbre remarquable de France ».
Au XIXe siècle, l'ancien évêché est en partie affecté au tribunal d'instance et la chapelle servit de salle de délibération. La salle Saint-Regnobert qui reliait le transept nord de la cathédrale à l'évêché est détruite pour percer le passage Flachat.
En 1833, une des ailes est détruite, puis reconstruite pour servir de maison d'arrêt.
En 1900, le musée Baron-Gérard est transféré dans l'aile la plus ancienne du palais. De 2001 à 2013, le musée est fermé pour permettre des travaux de restauration (notamment de la chapelle) et d'agrandissement. Le tribunal d'instance, fermé le 31 décembre 2009, est inclus dans le nouveau parcours muséographique.

## Description
L'ancien palais des évêques de Bayeux se déploie en quatre sous-ensembles :
- l'aile « A », qui abrite actuellement le musée Baron-Gérard. Elle se prolongeait à l'origine jusqu'à la cathédrale, mais est amputée en 1896 afin de ménager le passage Flachat au nord de l'église. Le rez-de-chaussée fut utilisé comme prison de l'officialité, tandis que le premier étage était réservé aux appartements privés de l'évêque;
- l'aile « B » qui renferme l'entrée principale du palais et l'escalier d'honneur. Cette aile axée d'ouest en est sert actuellement de parcours muséographique. Divisée en trois espaces, elle comprenait à l'ouest la salle dite des pas perdus, la grande salle des audiences de l'évêque et à l'est la chapelle épiscopale érigée au XVIe siècle dans le style Renaissance ;
- l'aile « C », dernière extension du palais construite pour les évêques entre 1768 et 1771 ; elle est actuellement occupée par l'hôtel de ville dont la décoration intérieure est marquée par une rénovation de style Napoléon III
- l'aile « D » qui correspond à la partie du palais du XVIe siècle qui fut détruite, puis reconstruite en 1833 pour servir de commissariat de police.

La construction de l'ensemble est légèrement en biais, comme l'est l'axe des tours de façade de la cathédrale, ce qui peut suggérer une simultanéité dans la mise en place de ces deux constructions.

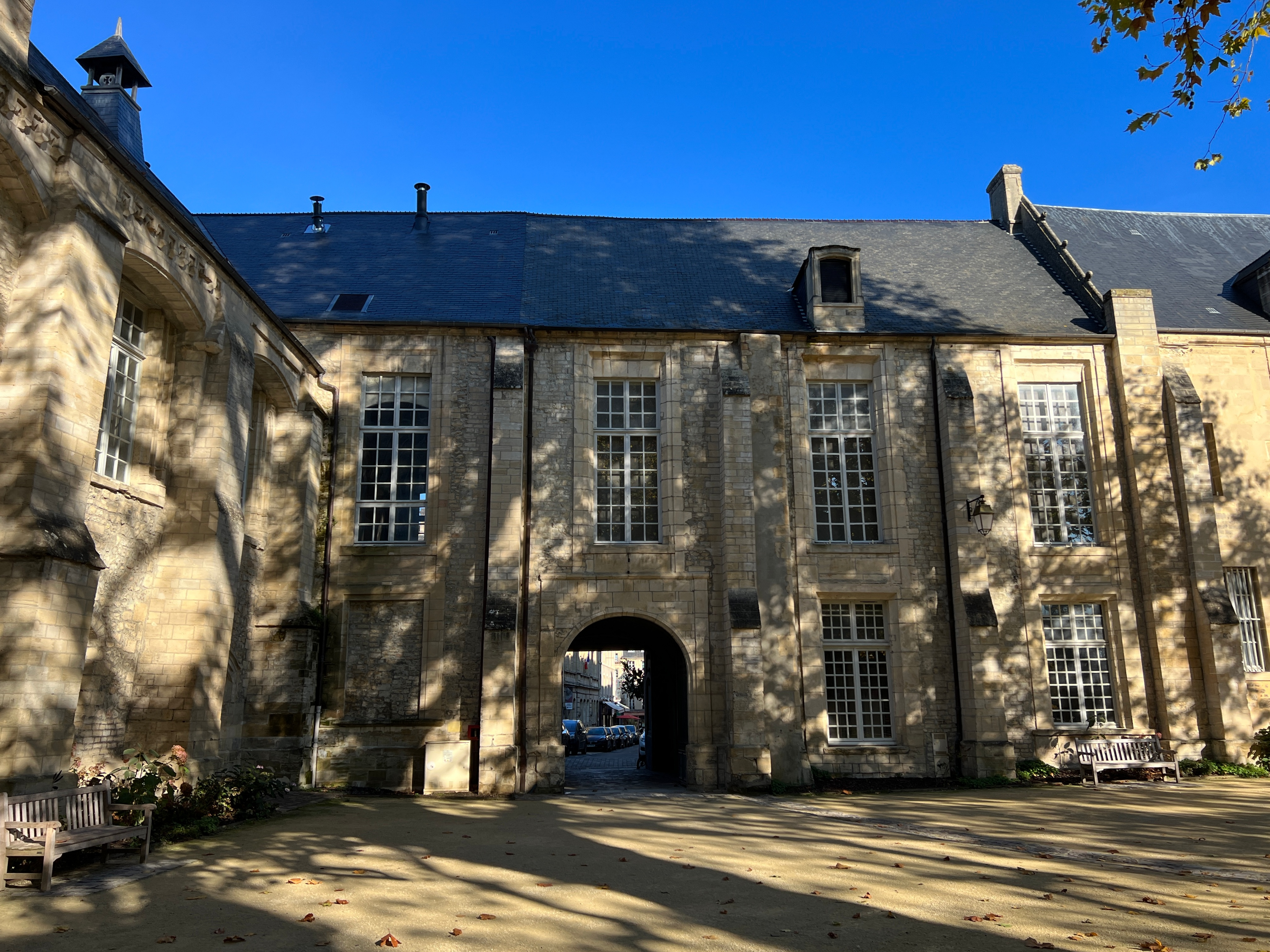
Cour du palais aile A à gauche et aile B en face.
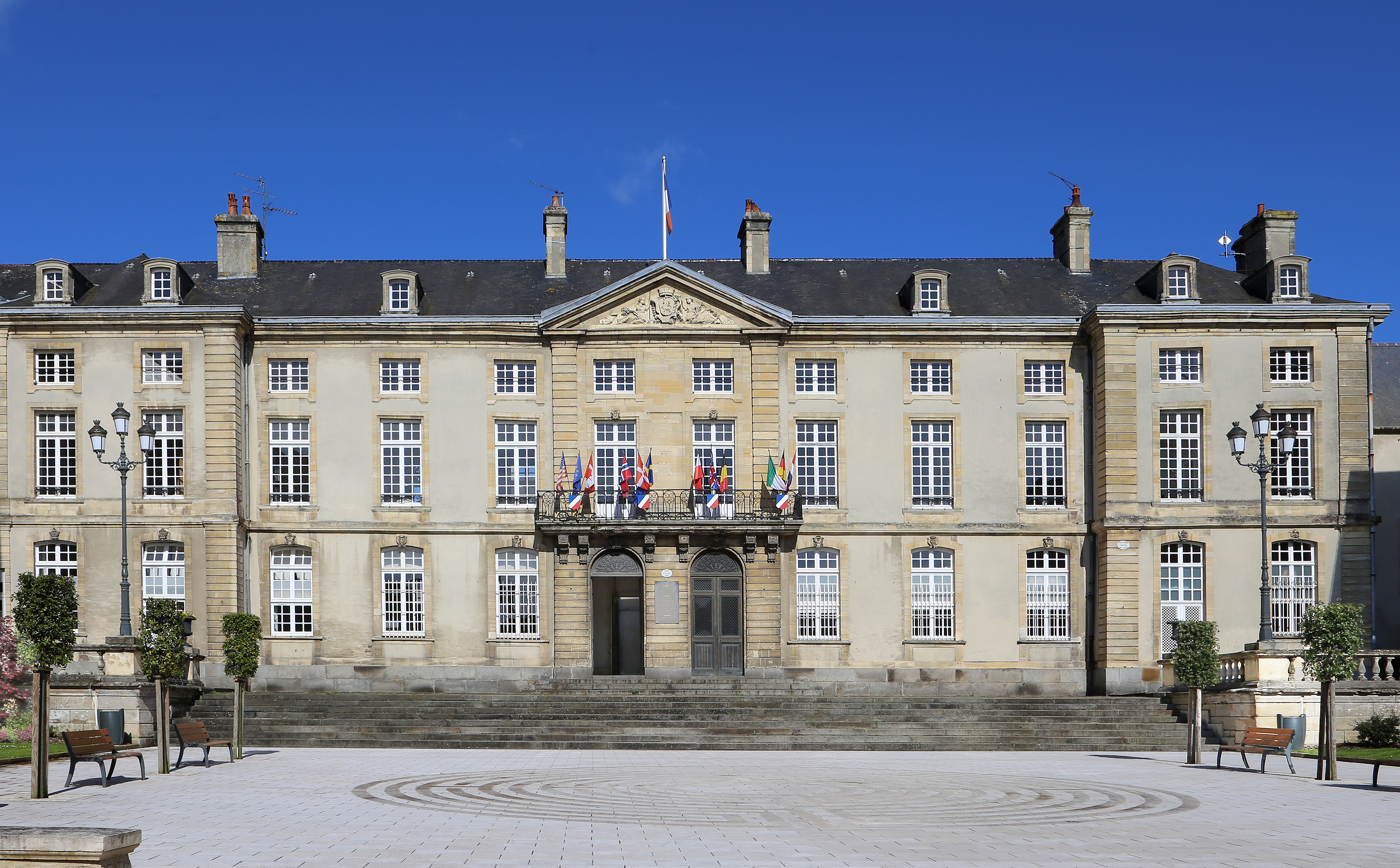
Aile C desservie par un perron monumental
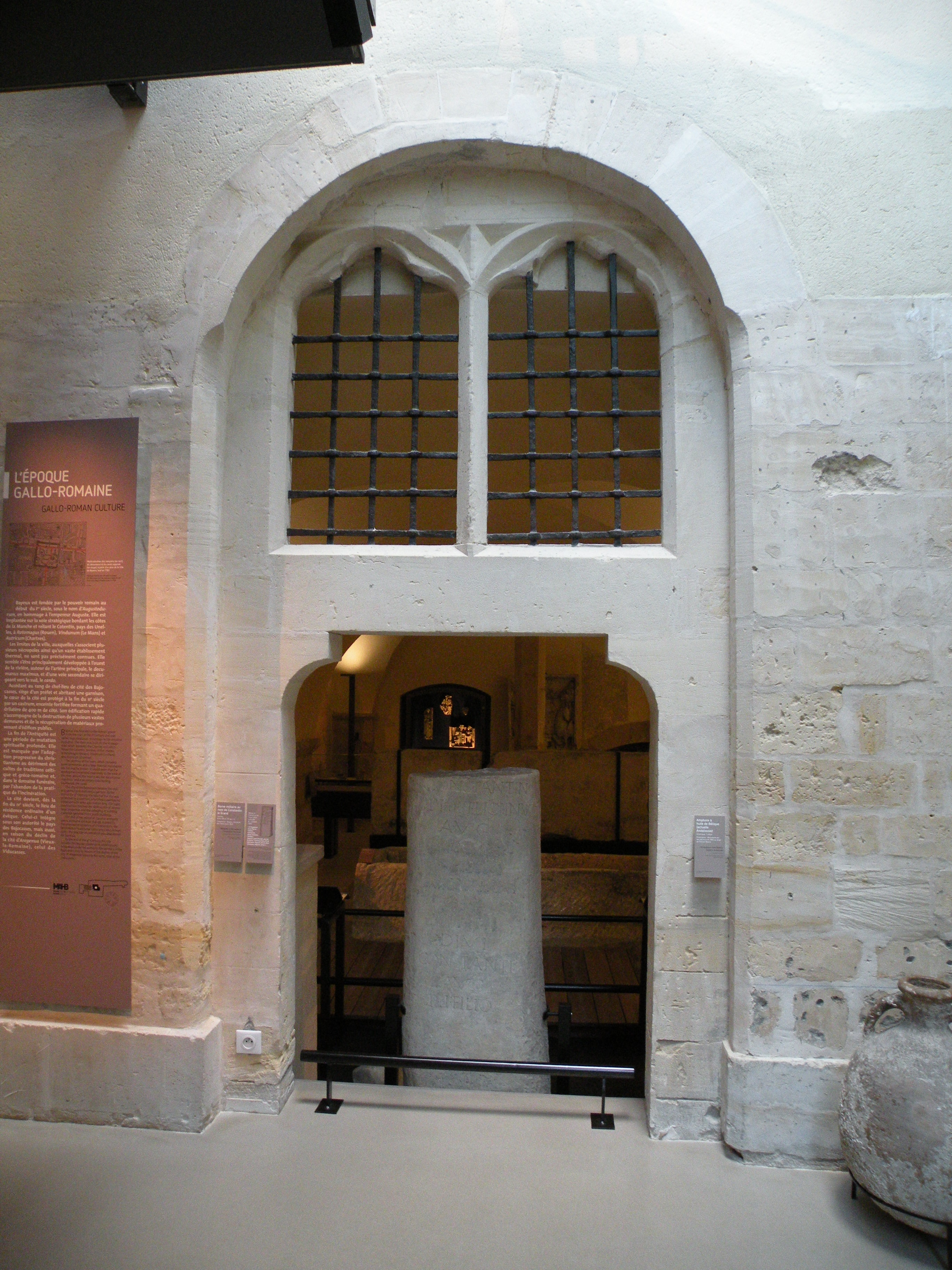
Partie médiévale.
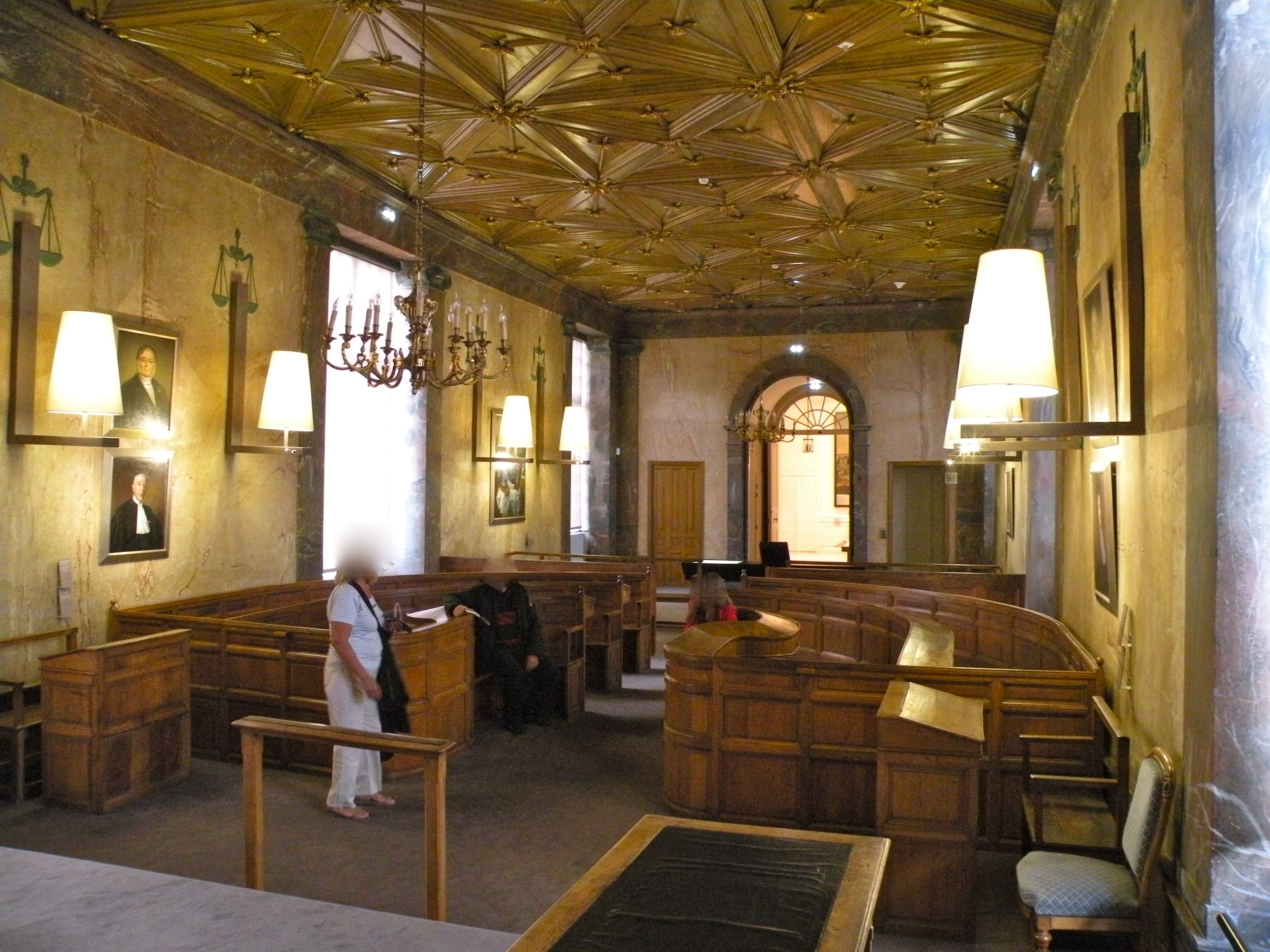
Ancienne grande salle des audiences des évêques (puis du tribunal d'instance).

### La chapelle
La chapelle est composée selon un plan octogonal. Elle est couverte par une voûte portée par huit ogives diaphragmes entrecroisées. 

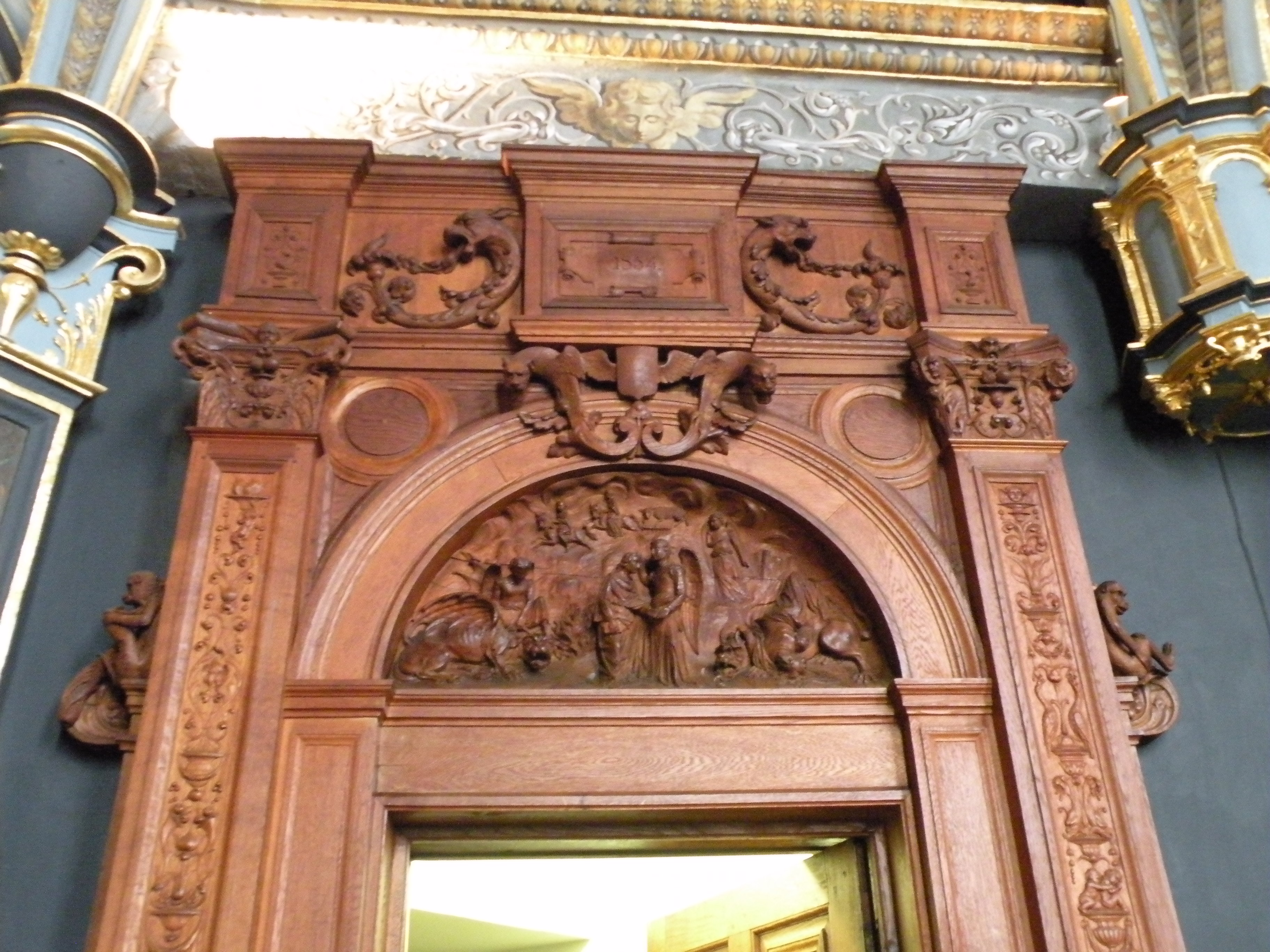
Dessus de porte.
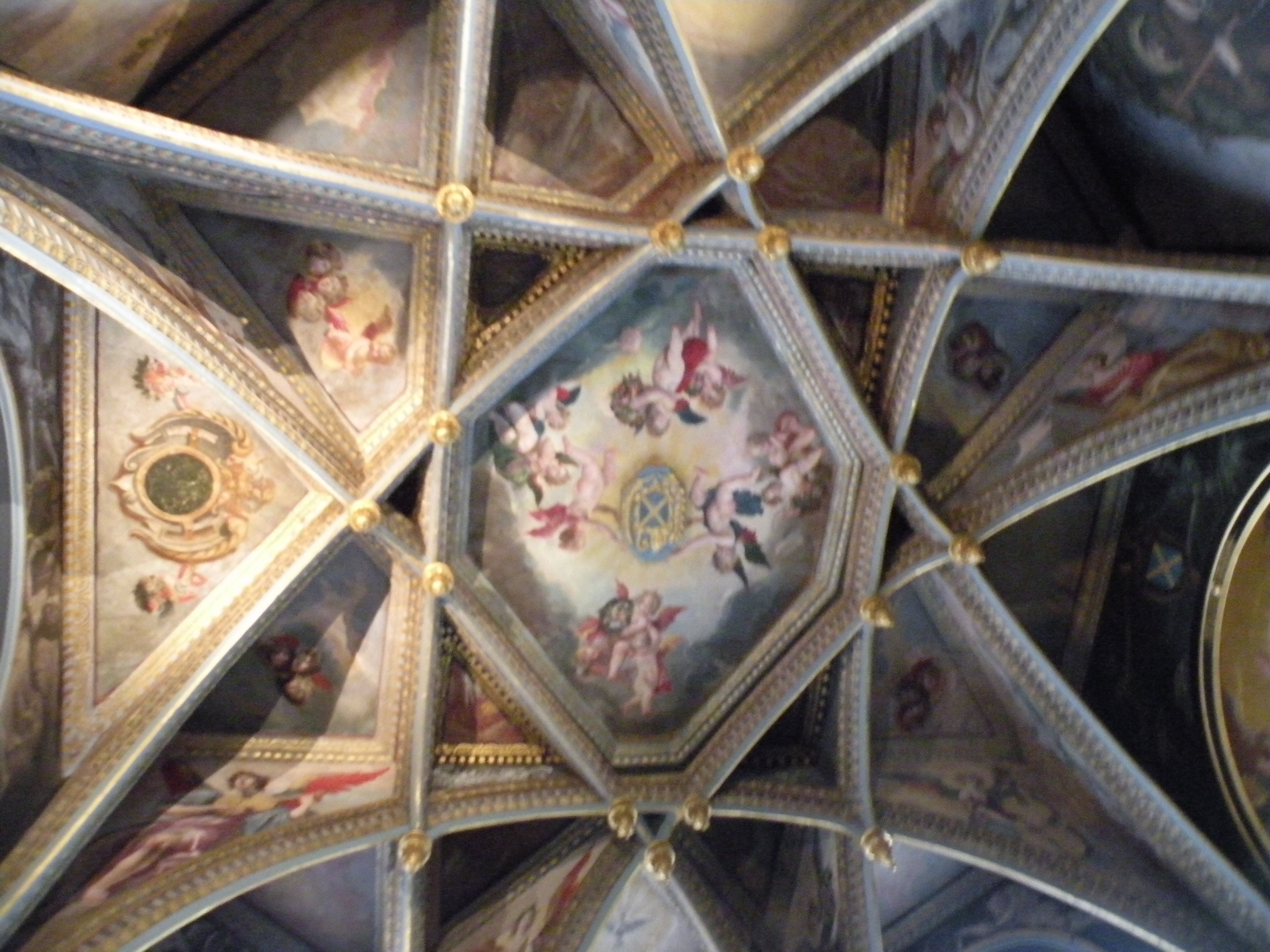
Voûte.

## Protection aux monuments historiques
Au titre des monuments historiques :
- la chapelle avec son décor peint est classée par arrêté du 29 janvier 1996 ;
- les parties suivantes, telles qu'elles sont délimitées sur le plan annexé à l'arrêté : Bâtiment A, rue de la Chaîne (musée Baron Gérard) , en totalité ainsi que le sol du jardin Saint-Yves ; Bâtiment B, place de la Liberté, en totalité ; Bâtiment C, place de la Liberté : les façades et les toitures ; Bâtiment D, place de l'Hôtel-de-ville (Hôtel de Ville) , en totalité sont inscrits par arrêté du 25 mai 2010.